# コーラル・プリンセス
コーラル・プリンセス（Coral Princess）は、プリンセス・クルーズが運航しているクルーズ客船。なお他社で同名船が存在したが、本項ではプリンセス・クルーズのコーラル・プリンセスについて解説する。

## 概要
コーラル・プリンセス級の1番船で、2002年12月20日、フランスのアトランティーク造船所で竣工。船価は3億6千万ドル。
客室は全部で987室あり、そのうちの879室が海側に面している。
2003年1月3日、フォートローダーデール発のパナマ運河クルーズでデビューし、1月17日、パナマ運河通航中に行われた命名式にて、当時のパナマ大統領ミレヤ・モスコソによって命名された。
以降冬期はパナマ運河クルーズ、夏期はアラスカクルーズに就航している。
本船はアラスカ海域に就航するため環境に配慮し、主機にはディーゼルとガスタービンを併用した電気推進システムを採用した。
また同型の2番船が2003年に建造された。
日本には2018年10月、横浜港大さん橋国際客船ターミナルに初めて来航した。

## 同型船
2番船 「アイランド・プリンセス（Island Princess）」
2003年6月18日竣工。

## 出来事

### 2020年、船内で新型肺炎患者の発生
2020年3月、チリからアルゼンチンに向けて行われたクルーズ中、船内の乗客、乗員間で新型コロナウイルスの感染が拡大。アルゼンチンのブエノスアイレス港では、同国の旅券保持者と当日の航空券で出発できる乗客以外の下船は認められなかったため、乗客約1000人、乗員は878人を乗せたまま中南米沖へ移動して寄港先を探すこととなった。同月3月31日の検査では乗客7人と乗員5人のウイルス感染を確認、同年4月4日には乗客2人が死亡した。この間、アメリカがコーラル・プリンセスの受け入れを決定。同年4月4日、フロリダ州マイアミ港へ入港、感染者15人以外の下船が行われた。